# Corycium orobanchoides
Corycium orobanchoides är en orkidéart som först beskrevs av Carl von Linné d.y., och fick sitt nu gällande namn av Olof Swartz. Corycium orobanchoides ingår i släktet Corycium, och familjen orkidéer. Inga underarter finns listade i Catalogue of Life.

## Bildgalleri

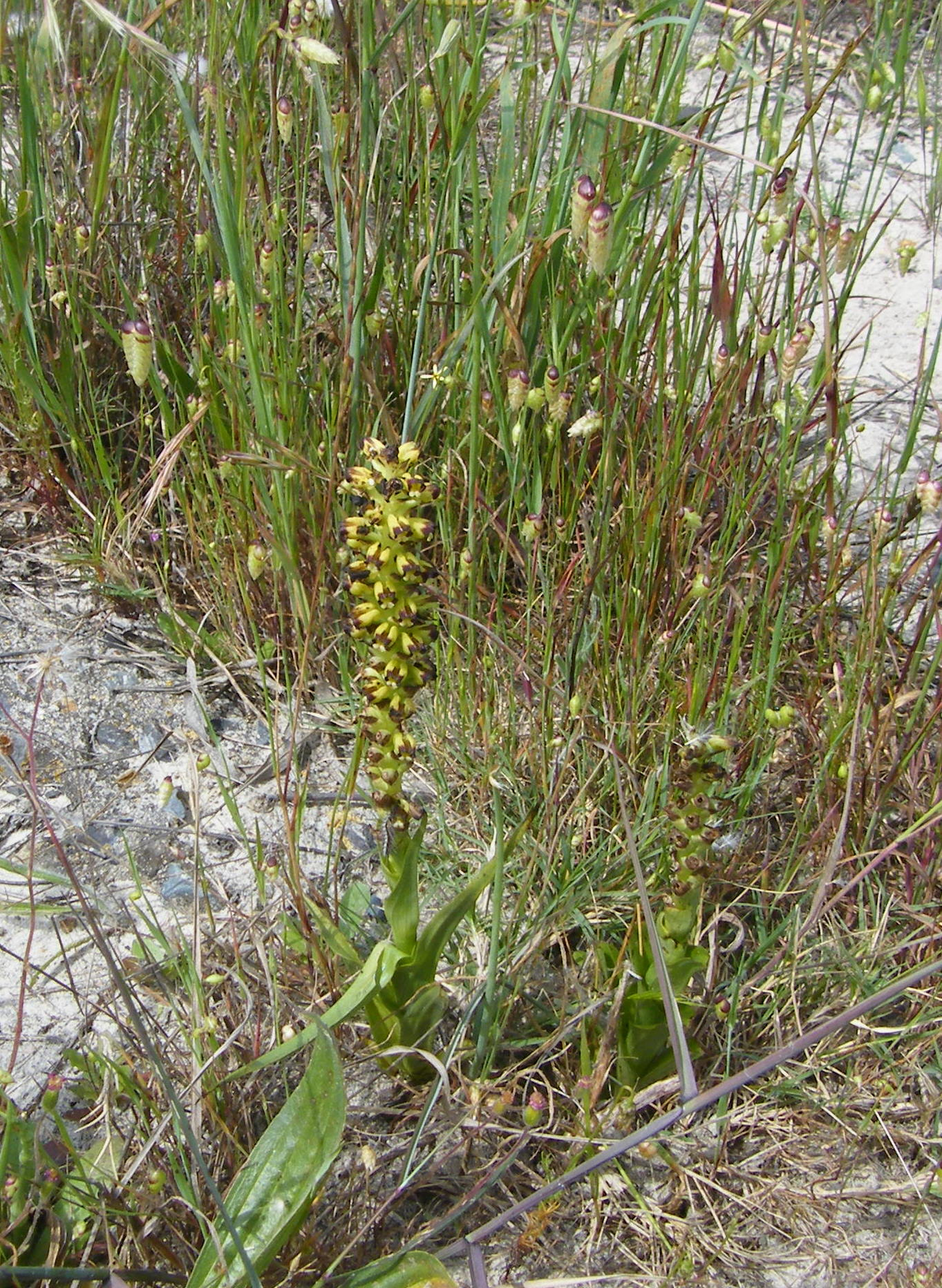
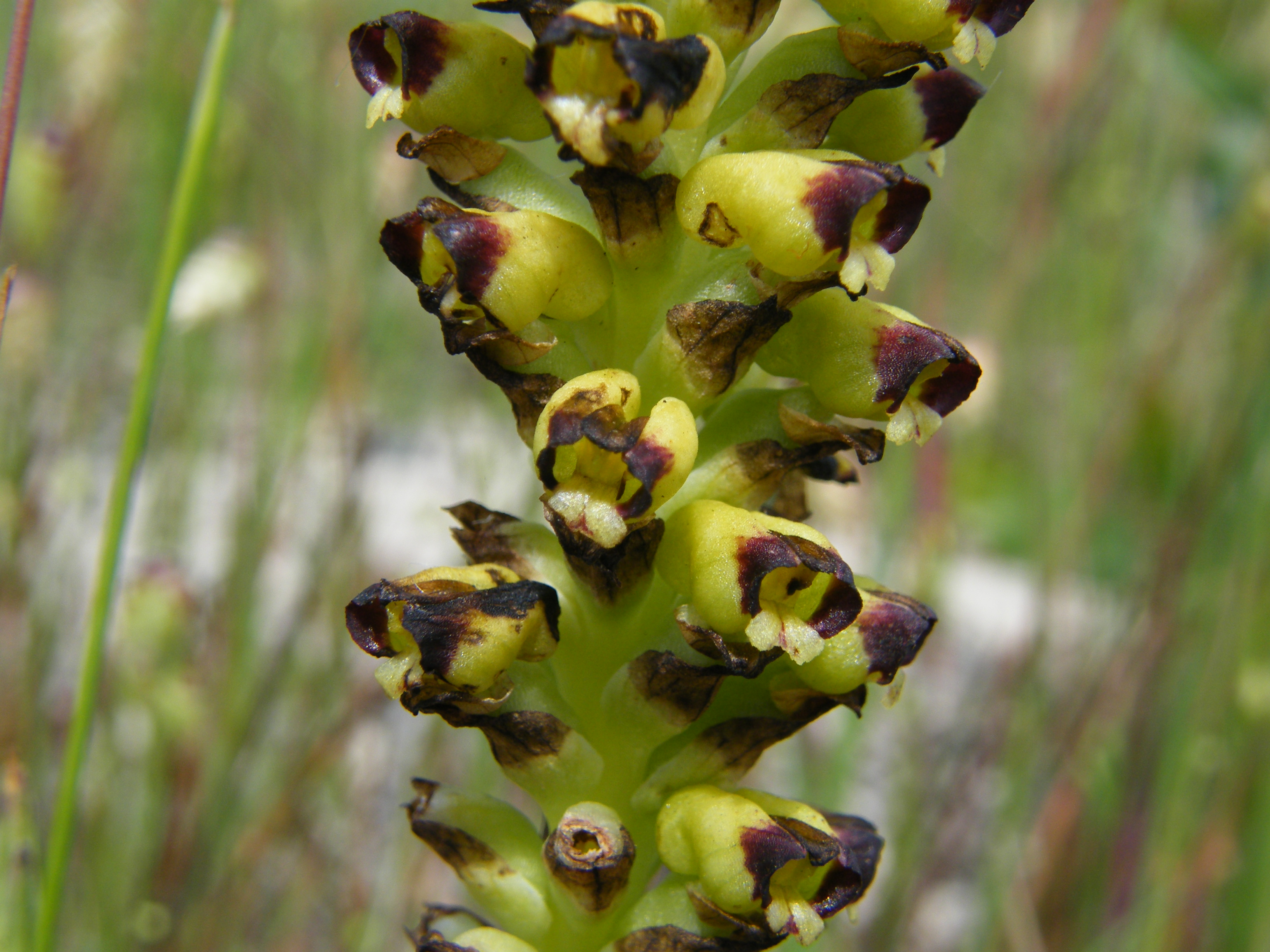